# 에스티오 (기업)
에스티오(STO Co. Ltd.)는 대한민국의 남성의류 전문 브랜드 기업이다. 본사는 서울특별시 강서구 양천로 583, B동 15층  (염창동, 우림블루나인 비즈니스센터)에 위치해 있으며 대표이사는 김흥수이다.

## 상장
2009년 4월 17일에 주관사를 5,000원에 코스닥 시장에 상장하였다.

## 참고문헌
1. ↑  한국IR협의회 기술분석보고서-에스티오, 2022.03.24[깨진 링크(과거 내용 찾기)]
2. ↑  에스티오, +5.97% 상승폭 확대, 조선비즈, 2023.12.19
3. ↑  에스티오, 제4회 지역사회공헌인정 기업 선정…3년 연속 수상, 아이티비즈, 2022.12.01
4. ↑  에스티오, 영업이익 920% 증가...주가 강세, 한국경제, 2023.02.13